# Třebeč
Třebeč je vesnice, část města Borovany v okrese České Budějovice v Jihočeském kraji. Nachází se 3,8 kilometru jihovýchodně od Borovan.

## Historie
První písemná zmínka o vesnici pochází z roku 1364.

## Přírodní poměry
Severně od vesnice protéká řeka Stropnice, kolem které se rozkládá národní přírodní rezervace Brouskův mlýn a evropsky významná lokalita Stropnice. Jižně od vesnice leží přírodní památka Chrastí.

## Obyvatelstvo
| Rok            | 1869 | 1880 | 1890 | 1900 | 1910 | 1921 | 1930 | 1950 | 1961 | 1970 | 1980 | 1991 | 2001 | 2011 | 2021 |
| -------------- | ---- | ---- | ---- | ---- | ---- | ---- | ---- | ---- | ---- | ---- | ---- | ---- | ---- | ---- | ---- |
| Počet obyvatel | 245  | 260  | 285  | 260  | 284  | 287  | 252  | 186  | 186  | 138  | 135  | 144  | 161  | 165  | 164  |
| Počet domů     | 48   | 49   | 53   | 51   | 51   | 50   | 52   | 53   | 84   | 45   | 41   | 51   | 58   | 58   | 59   |

## Obecní správa
Při sčítání lidu v letech 1850–1975 Třebeč byla samostatnou obcí, se kterým patřila nejprve do okresu České Budějovice (v letech 1850–1910 Budějovice), ale v roce 1950 v okrese Trhové Sviny a od roku 1960 opět v okrese České Budějovice. Od 1. července 1975 je částí města Borovany v okrese České Budějovice. V letech 1850–1960 k obci patřilo Třebíčko, od 12. června 1960 do 30. června 1975 Dvorec a od 1. ledna 1963 do 30. června 1975 také Lhotka.

## Galerie

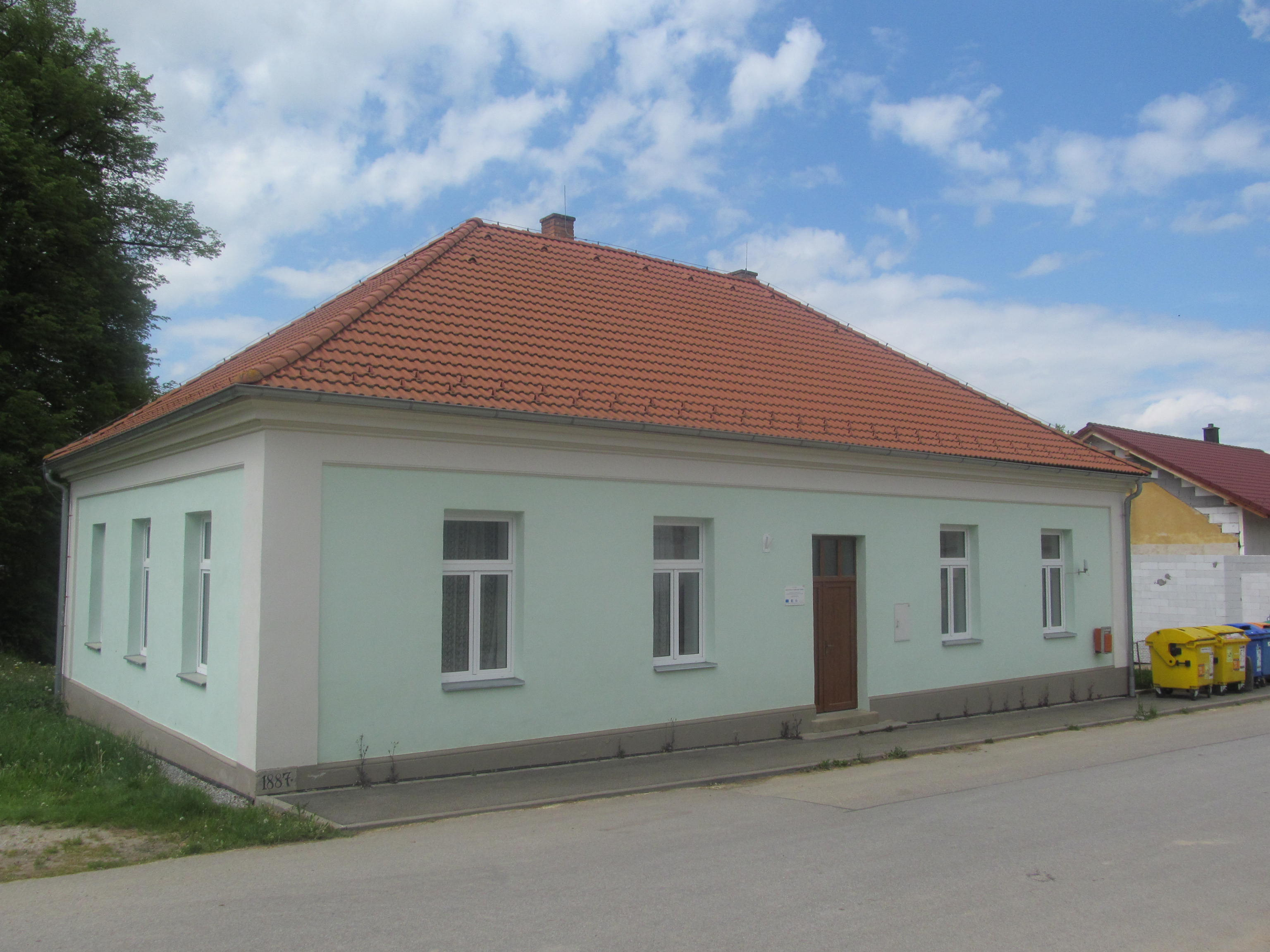
Bývalá škola
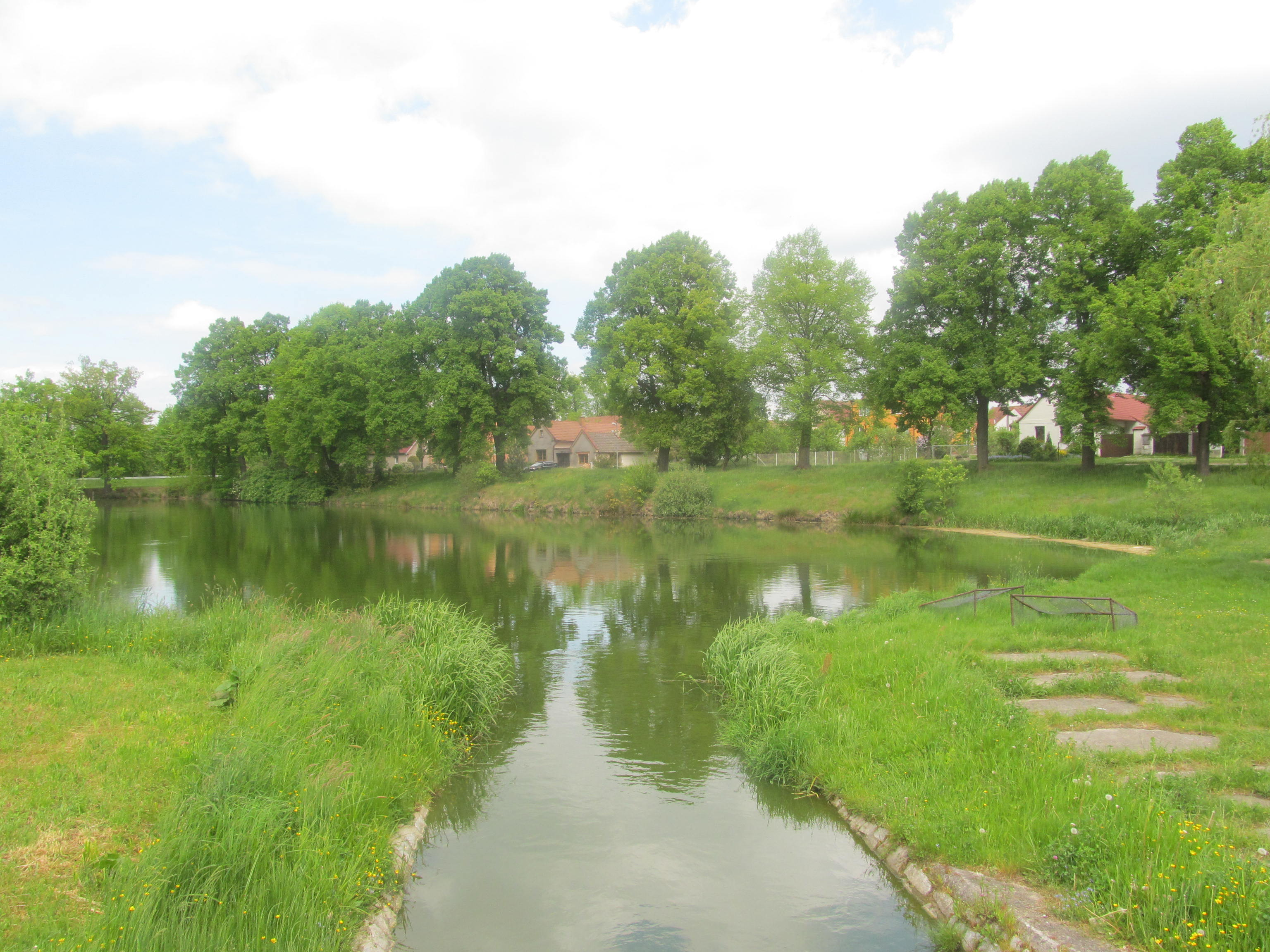
Návesní rybník
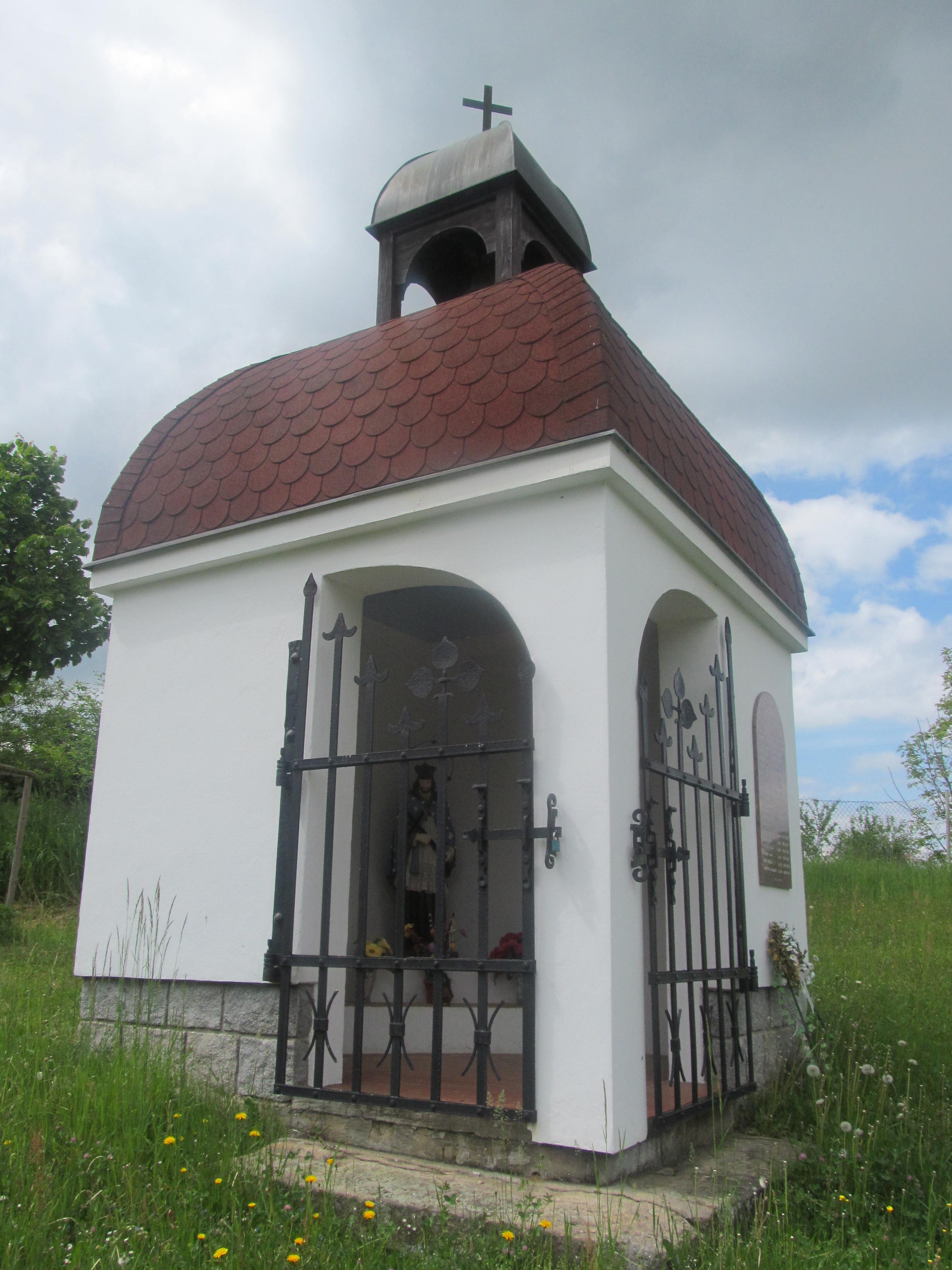
Kaple se sochou svatého Jana Nepomuckého
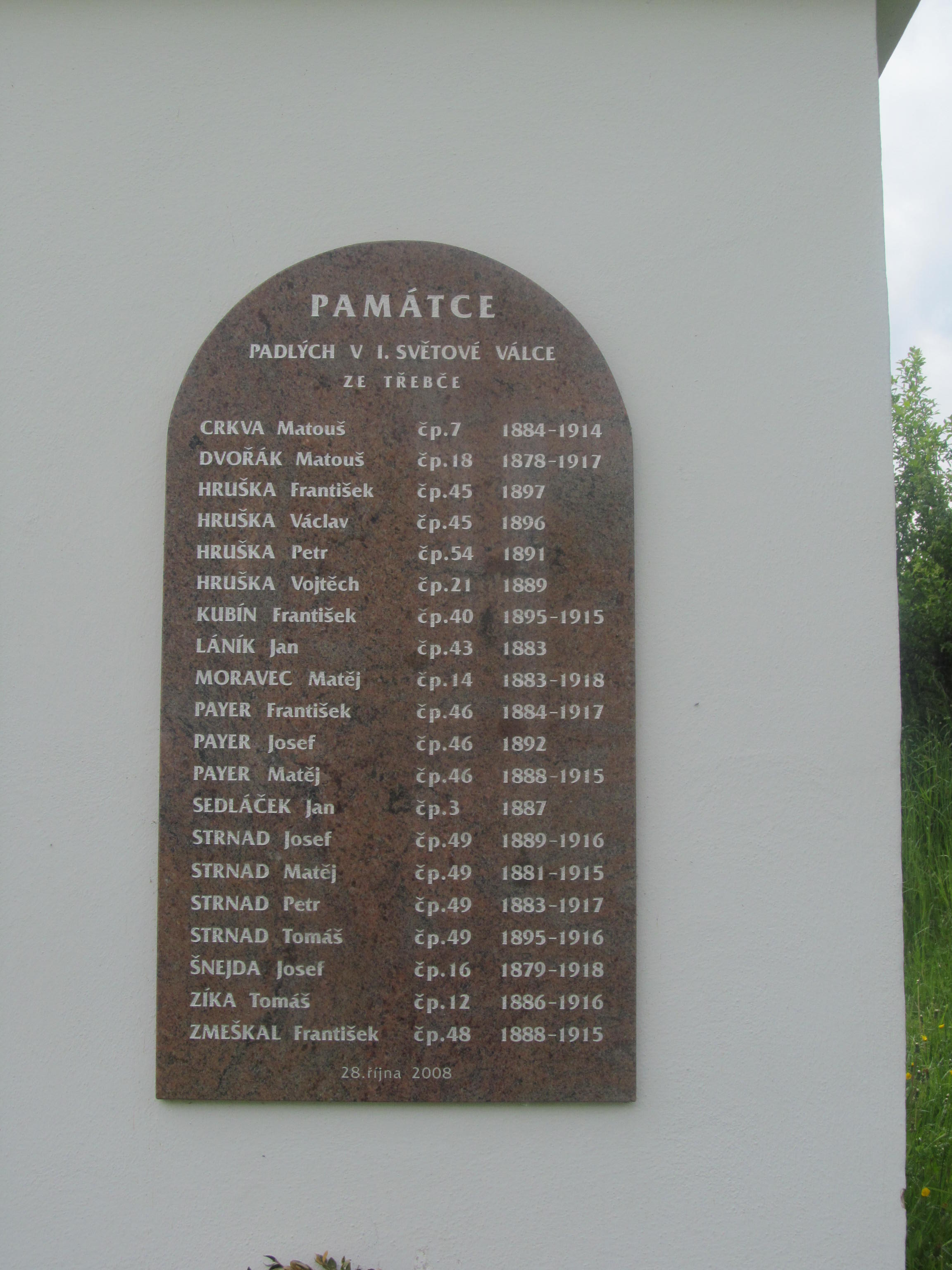
Seznam padlých v první světové válce na desce umístěné na kapli